# Ali Taziyev
|  | Sammenskrivningsforslag Artiklen Ali Taziyev er foreslået føjet ind i Akhmed Jevlojev. (Siden januar 2013) Diskutér forslaget |

Ali Taziyev var en ingusjietisk terrorist og tidligere politimand, der var en af lederne for de 32 gidselstagere, der deltog i terrorangrebet i Beslan i 2004, hvor han ledte forhandlingerne med de russiske myndigheder. Under terroraktionen i det sydlige Rusland blev der dræbt 334 civile, herunder 186 børn. Ali Taziyev blev selv dræbt af russiske sikkerhedsstyrker under den afsluttende storm på skolen – andre kilder siger, han først døde to år senere den 10. juli 2006 i Ingusjien i den samme russiske specialoperation, der også dræbte Sjamil Basajev.